# Hermannus Höfte
Hermannus Höfte (Amsterdam, 5 augustus 1884 - aldaar, 18 november 1961) was een Nederlands roeier. Eenmaal nam hij deel aan de Olympische Spelen, maar won bij die gelegenheid geen medaille.
Op de Olympische Spelen van 1908 in Londen maakte hij op 23-jarige leeftijd zijn olympisch debuut bij de vier zonder stuurman. Aan deze wedstrijd namen slechts vier ploegen deel. Het Nederlandse team verloor in de tweede serie van het veel betere Britse viertal van de Leander Club. Nederland maakte een aantal stuurfouten, waardoor ze vermoedelijk op grote achterstand over de finish kwamen.
Hij was aangesloten bij roeivereniging De Amstel in Amsterdam. Van beroep was hij makelaar in meubilair.

## Palmares

### roeien (vier zonder stuurman)
- 1908:  OS - onbekende tijd

Johan Burk · 
Bernardus Croon · 
Hermannus Höfte · 
Albertus Wielsma